# Rotala malabarica
Rotala malabarica är en fackelblomsväxtart som beskrevs av A.K. Pradeep, K.T. Joseph och V.V. Sivarajan. Rotala malabarica ingår i släktet Rotala och familjen fackelblomsväxter. Inga underarter finns listade i Catalogue of Life.

## Bildgalleri

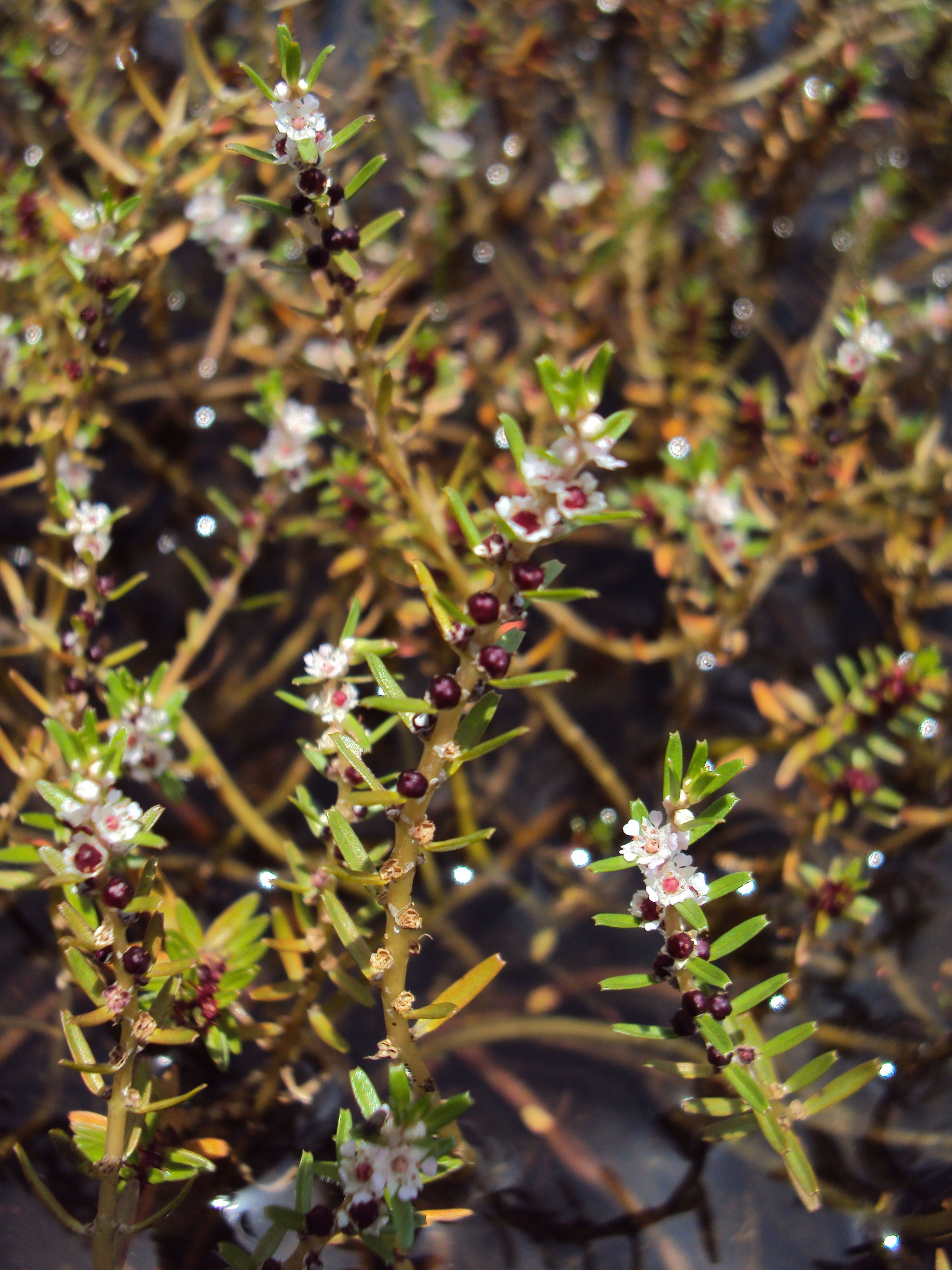
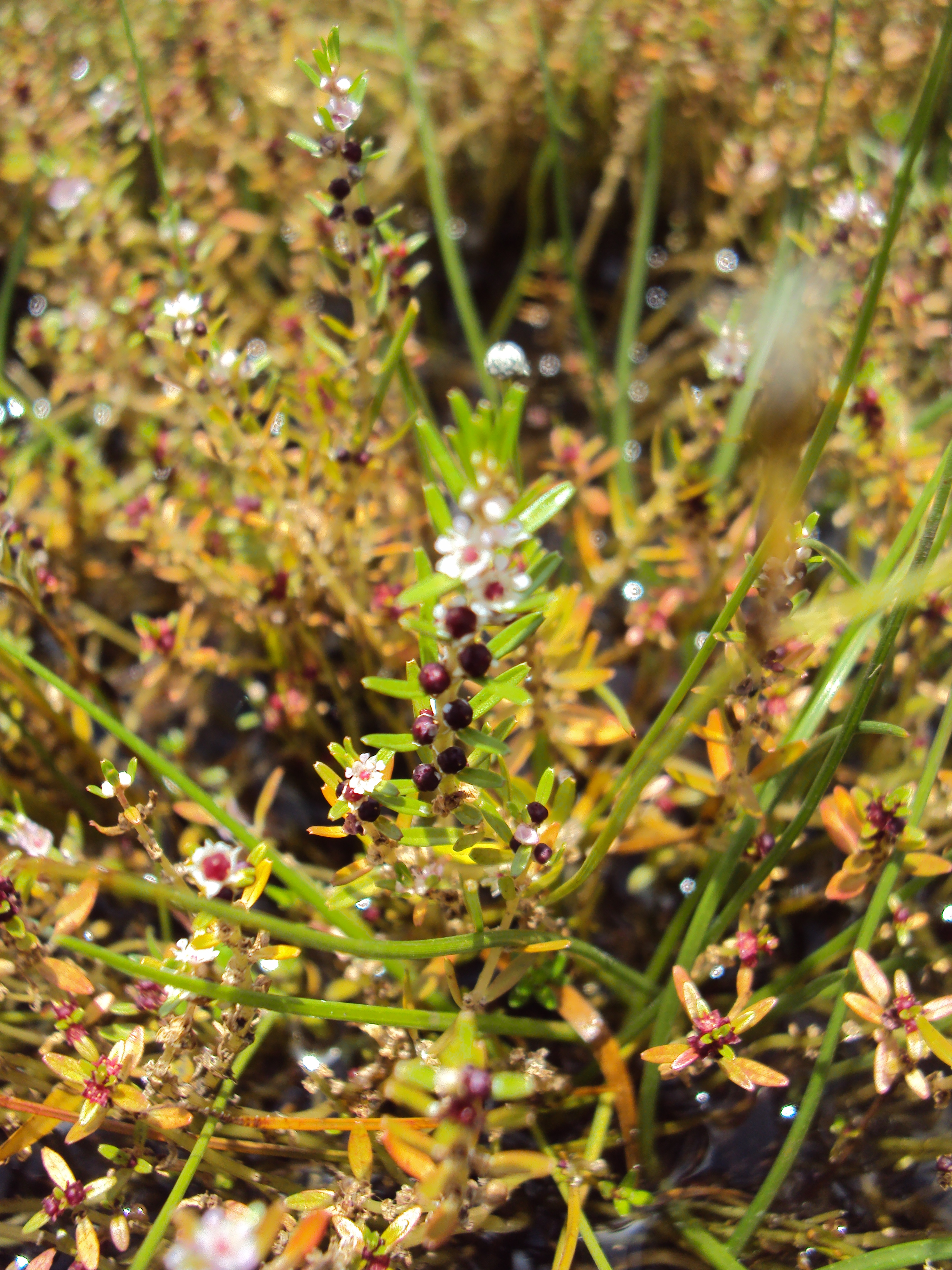
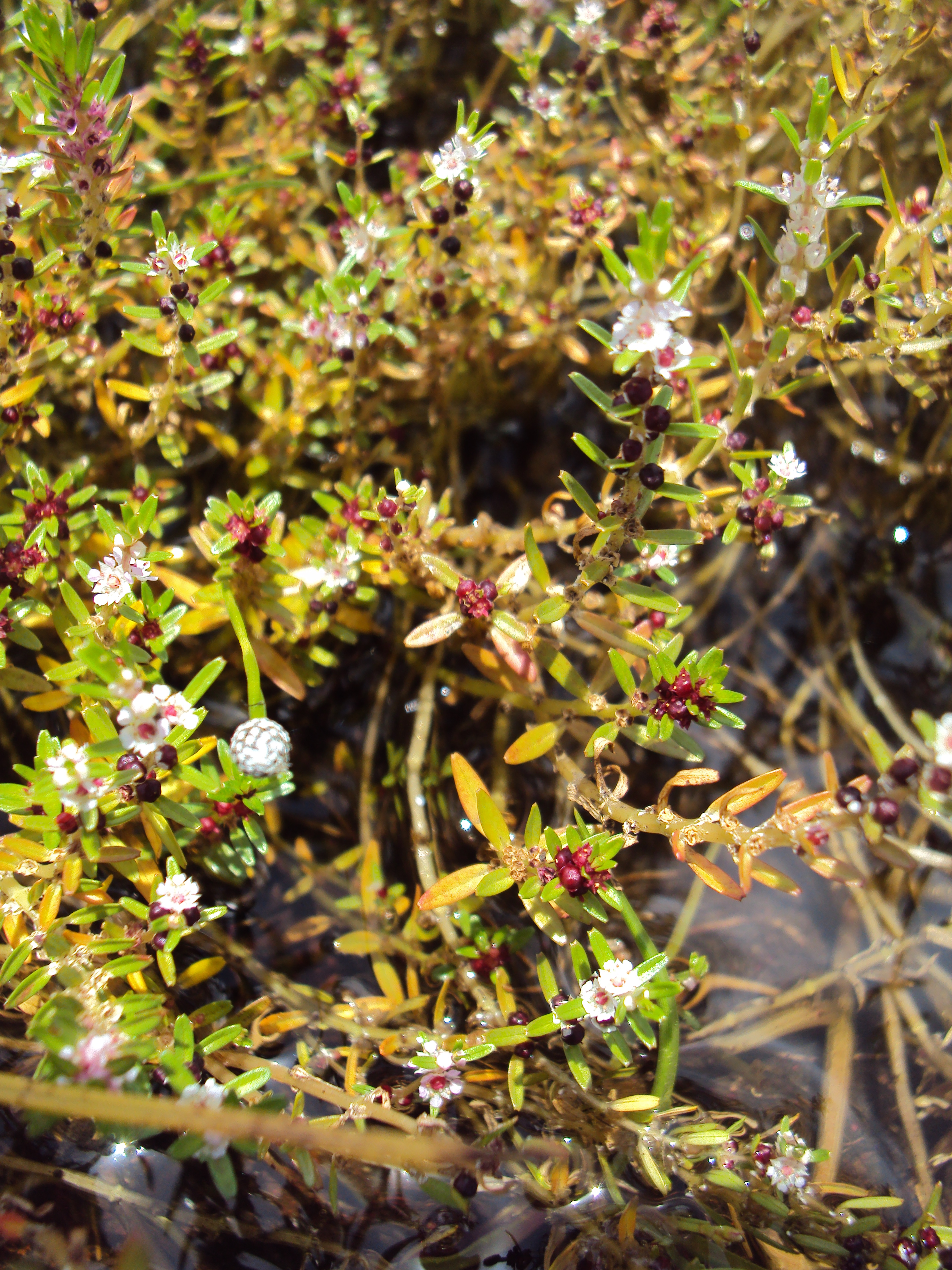
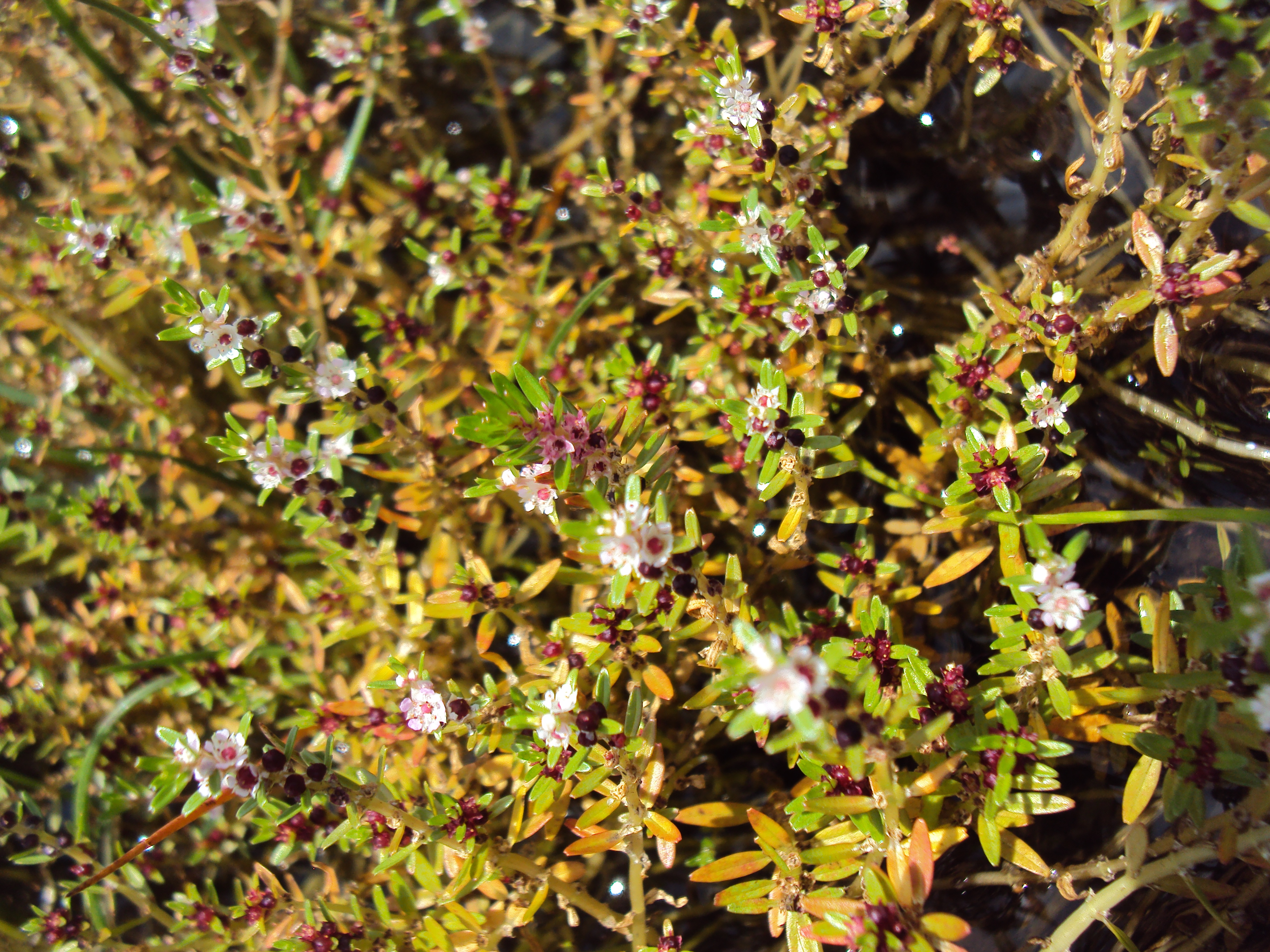
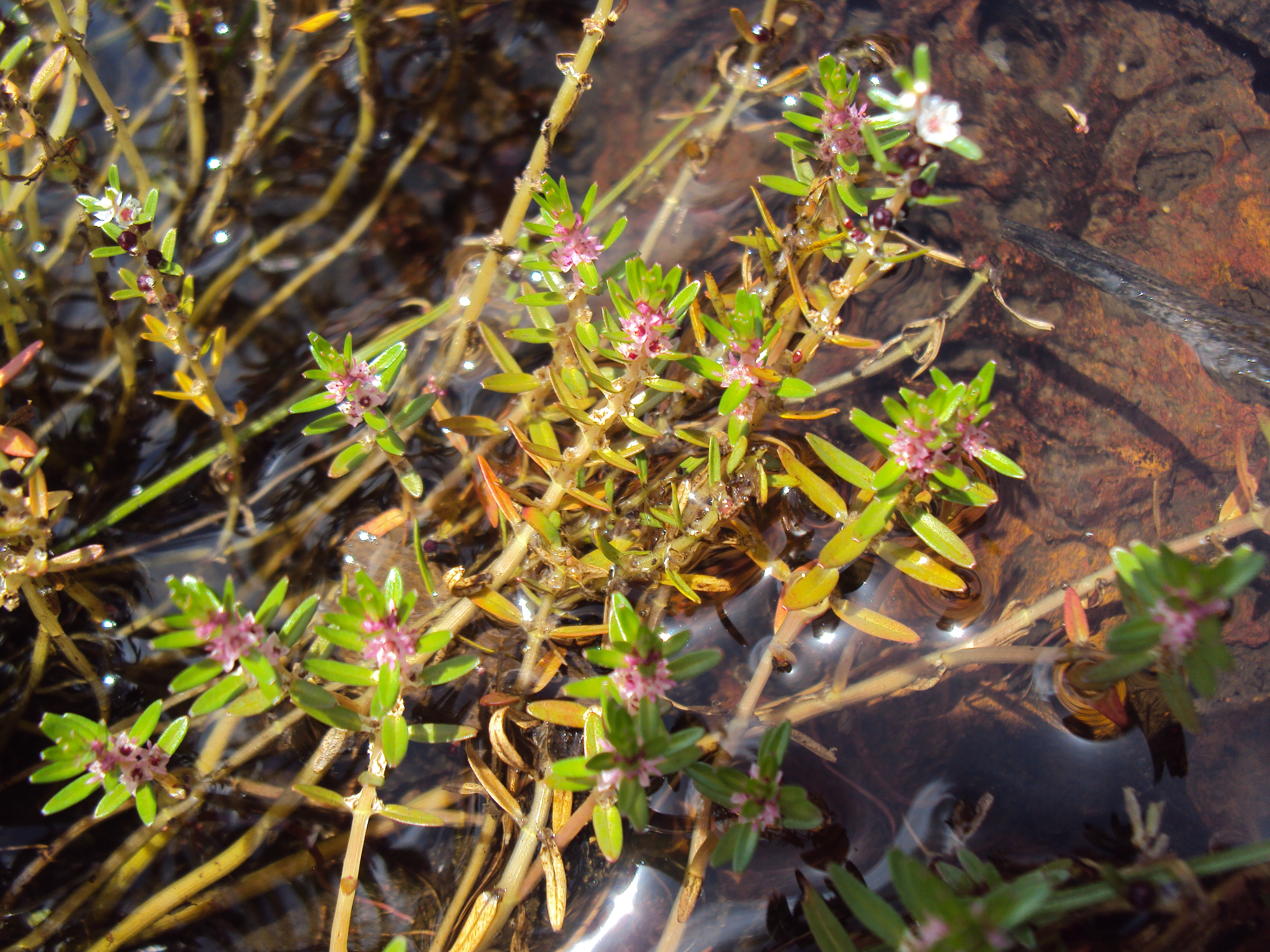
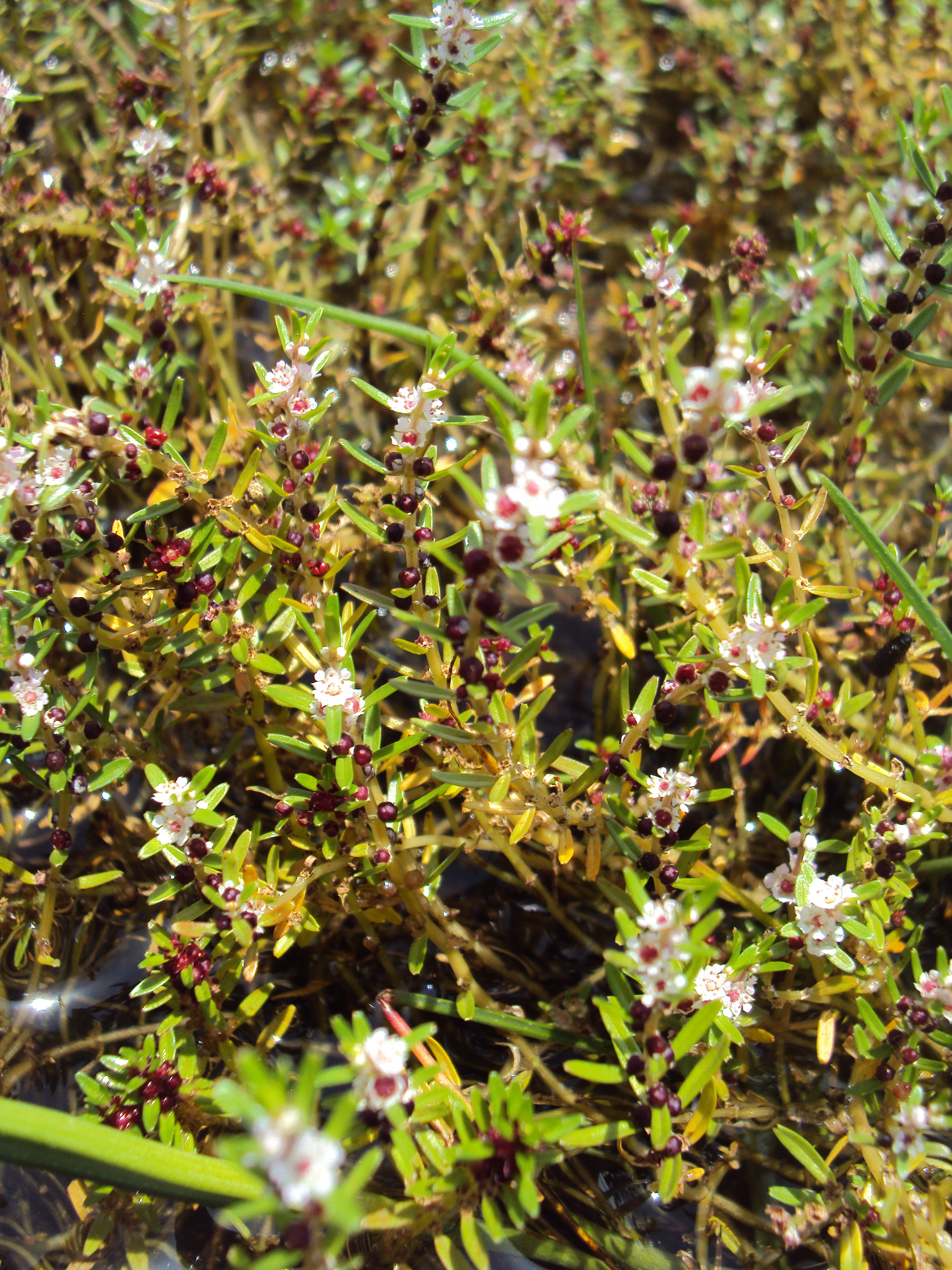